# Expedición de Grijalva al Pacífico ecuatorial
En 1537 Hernán Cortés, conquistador de México, envió a Hernando de Grijalva al Perú transportando ayuda para Francisco Pizarro. Luego de cumplir esa misión Grijalva expedicionó en la nao Santiago por el océano Pacífico ecuatorial buscando realizar el descubrimiento de ricas islas que suponía hallaría en la dirección en la que se hallaban las islas de la Especiería o islas Molucas. Grijalva fue asesinado en un motín de su tripulación, quienes decidieron encaminar el barco hacia las Molucas, territorio que los tratados firmados por España habían reconocido a Portugal. 
Antes de perder el barco en Nueva Guinea, donde murió casi toda la tripulación, los expedicionarios descubrieron algunas islas cuya identificación es actualmente especulativa y los tres sobrevivientes fueron rescatados por el gobernador portugués de la fortaleza de Ternate, António Galvão, quien recibió la relación del viaje realizada por el contramaestre Miguel Noble (o Nobre, uno de los sobrevivientes). Esta relación es la fuente más completa sobre la expedición y fue copiada por Martín Fernández de Navarrete en su Colección de los Viajes y Descubrimientos que Hicieron por Mar los Españoles desde fines del Siglo XV, con algunas diferencias en la grafía. Galvão incluyó los relatos que escuchó directamente en su crónica denominada Tratado dos Descobrimentos, publicada inicialmente en Lisboa en 1563 y traducida al inglés por Richard Hakluyt en 1601. En esa crónica Galvão agregó detalles y hechos que no figuran en la relación de Noble, modificando otros. En la Biblioteca Nacional de Madrid (códice Res. 18, f. 34v ss.) se conserva una relación realizada por Juan Camacho (otro de los sobrevivientes) contradiciendo a Noble y acusándolo de ser el asesino de Grijalva.
El cronista mayor de Castilla Antonio de Herrera se refirió también a la expedición iniciada por Grijalva en su crónica denominada Historia general de los hechos de los castellanos en las Islas i Tierra firme del Mar Océano, conocida como Décadas de Herrera, publicada en Madrid entre 1601 y 1615. En esa crónica Herrera dio detalles que complementan a Galvão y a la relación de Noble.

## Antecedentes
Por orden de Cortés, en 1533 Grijalva había realizado un viaje de exploración al Pacífico en busca de Diego Hurtado de Mendoza, quien había partido de la costa occidental de Nueva España en 1532 para explorar el Mar del Sur. En ese viaje Grijalva perdió contacto con la nave de Diego de Becerra que lo acompañaba, y descubrió algunas islas del archipiélago de Revillagigedo, tras lo cual retornó a la costa mexicana sin hallar a Hurtado de Mendoza, llegando a Acapulco en los primeros días de febrero de 1534. En 1535 Cortés envió de nuevo a Grijalva en la nave San Lázaro a la península de California en apoyo de su expedición, pero varó en la costa y al regreso de Cortés fue recuperada y trasladada a Acapulco en abril de 1536.
A su llegada a Acapulco, Cortés recibió una carta con un pedido de ayuda de Pizarro, quien se hallaba sitiado en la Ciudad de los Reyes (Lima) por las fuerzas indígenas de Quizu Yupanqui, general y pariente de Manco Inca, líder del levantamiento inca contra los españoles en el Tahuantinsuyu. En esa carta Pizarro le expresaba que pedía a todos socorro porque se hallaba en grandes dificultades a causa del levantamiento de Manco Inca, de quien decía que se dirigió sobre el Cuzco con 100 000 hombres de pelea y le había matado a su hermano Juan Pizarro y a más de 400 soldados. Cortés estaba ya en conocimiento de la llegada a México de Antonio de Mendoza y Pacheco como primer virrey de Nueva España, a quien debía someter su autoridad, por lo que, según Galvão, antes de hacerlo decidió enviar otra expedición en busca de ciertas ricas islas que suponía se hallaban al occidente y a su vez ordenó que la misma expedición transportara ayuda para Pizarro. En ese viaje en busca de esas islas los expedicionarios debían seguir la línea ecuatorial, por hallarse en esa latitud las Molucas o islas del Clavo.
Los barcos que Cortés envió al Perú fueron construidos en su astillero de Salina Cruz, uno de ellos comandado por Grijalva (la nao Santiago) y el otro era el patache Trinidad, comandado por el hidalgo Fernando de Alvarado, de 26 años. Los barcos llevaban vituallas, soldados, caballos, artillería y armas, junto con regalos para Pizarro y su esposa.

## Relación de Noble
En 1539 Galvão recibió noticias de la llegada de castellanos a las islas de los Pápuas y envió en su búsqueda a su sobrino Juan Hogaça en algunos barcos, quien luego de navegar 200 leguas retornó solo con noticias de que habían andado por allí dos barcos. Galvão difundió entre los pobladores de las islas que daría una recompensa de 200 cruzados a quien le diera noticias ciertas de esos españoles. Fue así que el 23 de noviembre de 1539 le llevaron a Ternate al contramaestre Miguel Noble, quien fue puesto al cuidado de Pedro de Ramos, uno de los sobrevivientes de la expedición de García Jofre de Loaísa. Pocos días después Galvão le hizo realizar una relación de viaje bajo juramento y ante un escribano.
Noble dijo que partieron de Acapulco por orden de Cortés en la primera octava de Pascua y que la nave capitana llevaba por piloto a Martín de Acosta, siendo el maestre Esteban de Castilla y él mismo como contramaestre. El barco llevaba otros 22 marineros, algunos soldados e indios de servicio. En el otro barco el capitán era Alvarado, el piloto el vizcaíno Juan Martínez y el contramaestre originario de Marsella. Ese barco llevaba otros 17 marineros. Luego de 40 días de viaje llegaron a Túmbez y a Paita, que era el puerto de San Miguel de Tangarará (o Tangarala), primera ciudad fundada por los españoles en el Perú, ubicada en el actual Departamento de Piura, en donde descargaron los barcos. Desde allí enviaron un mensaje a Pizarro, que se hallaba en Jauja, y esperaron tres meses sin obtener respuesta, por lo que enviaron al patache Trinidad con otro mensaje, barco del que nunca más supieron. Dos meses después recibieron cartas y regalos que Pizarro enviaba a Cortés y partieron de Paita.
Al hallarse a 200 leguas de la costa Grijalva le comunicó a la tripulación que tenía órdenes de Cortés de ir a descubrir nuevas tierras, lo cual preocupó a la tripulación por no tener los bastimentos necesarios, pero que obedecieron. Continuaron hacia el Norte hasta los 4° Norte, desde donde regresaron hasta los 5° Sur, dirigiéndose al Sudeste por algunos días. Luego volvieron a poner rumbo Norte hasta alcanzar los 7° Norte, para internarse desde allí en el Pacífico. Como luego de muchos días les faltase el agua, se dirigieron a la línea ecuatorial en busca de aguaceros, pero se les quebró el árbol mayor. Luego de 6 meses de la salida de Paita, acusiados por el hambre y la sed, Grijalva decidió retornar a Nueva España, ordenando dirigirse al Norte y al Noroeste, llegando hasta los 27° Norte. Luego de muchos contrastes, por consejo del piloto pusieron rumbo al Este con viento escaso, llegando hasta los 4° Norte. Como no tenían ya casi que comer ni beber, la debilidad impedía a los marineros trabajar y Grijalva llamó a un consejo en el cual se le pidió que se dirigiese a las Molucas, pues él viento los favorecía. Grijalva no aceptó y continuó navegando a un lado y otro de la línea ecuatorial, muriendo el piloto y varios navegantes por el hambre. En esas circunstancias Grijalva enfermó y aceptó dirigirse a las Molucas, muriendo en el trayecto y ocupando su lugar el maestre. 
Llegaron a una isla que el escribano intuye que se trata de la isla Verga en donde invernó Jorge de Meneses y que los portugueses denominaban isla Don Jorge, ubicada a 220 leguas de las Molucas. Al ser los vientos contrarios no pudieron desembarcar y retornaron al Norte, desembarcando y permaneciendo dos días en la isla Quaroax (o Quaroar, denominada por los portugueses como isla Baxa), a 1° Norte y orientada Norte-Sur con la punta de la isla Verga. Allí perdieron el ancla y continuaron hacia el oeste en donde avistaron la isla Meumcum (o Meoncuir, denominada por los portugueses como Aguada de Simon de Brito). Luego de 6 días de pasar por esa isla tuvieron gran mortandad de la tripulación, quedando enfermos los demás, por lo que decidieron desembarcar en un puerto denominado Sabaim, Savaym o Sagain, en una bahía entre dos islas en la que desemboca un río navegable. En el lugar desembarcaron los 16 tripulantes y 4 esclavos indios que quedaban, todos enfermos. Luego de encallar en la costa retiraron de la nao oro, plata, 2 cañones (versos), pólvora y otros objetos de valor. Construyeron un batel en el que se embarcaron 11 hombres para ir a las Molucas, quedando 5 hombres muy enfermos en la isla, mientras que otros 3 escaparon con un esclavo negro y fueron cautivados por los papúes. Luego de navegar por la costa alcanzaron una población denominada Az (Haz o Azque), en donde salieron a recibirlos en unos paraos para venderles provisiones, pero al no entenderse se produjo una refriega en la que murió el maestre y al ser abordado el batel se hundió muriendo los demás a excepción de Miguel Noble y Juan Camacho.

## Información de Juan Camacho
Cuando la armada de Ruy López llegó a las Molucas en 1542, Camacho les dio informes sobre lo ocurrido en el viaje de Grijalva. Les dijo que Noble había muerto en Gilolo, incorporado a las fuerzas portuguesas y que había sido Noble quien mató a Grijalva a puñaladas por no querer ir a las Molucas. Cuando el maestre quiso tomar las armas para defenderlo supieron que Noble y sus cómplices las había tomado y luego acordaron dirigirse a las Molucas. Dijo que el viaje desde el Perú a la isla en la que perdieron la nao tardó 8 meses. Camacho y un compañero quedaron esclavos del rey en donde el batel se hundió y fueron entregados al rey de una isla que está a la vista de la de Gueve, cercana al golgo de Çamafo, en donde permanecieron cautivos casi 6 años. Cuando el rey local se fue a casar a una isla cercana a Ambón, los llevó consigo, lugar al que concurrieron nativos de Ternate. Aunque el rey los dejó partir, estos no los quisieron trasladar a Ternate y escubieron más de tres meses allí hasta la llegada de barcos de Tidore, quienes aceptaron transportarlos a Ternate. Al llegar allí se enteraron de la muerte de Noble.

## Crónica de Galvão
Galvão dice que Grijalva viajó hacia el oeste siguiendo la línea ecuatorial durante más de 1000 leguas, expresando respecto de las islas descubiertas por la expedición:

Forâõ direitos a S. Miguel de Tangaraga pera favorecerem Francisco Piçarro, e dahi a Maluco ao longo da Linha, como lhe era mandado, e diziaõ, q~ andariaõ mais de mil legoas sem verem terra d'huma parte, e outra da Linha, e em dous graos do Norte descobriraõ huma Ilha q~ se chama o Acea, que parece estar das Ilhas do Cravo quinhentas legoas pouco mais, ou menos a Loeste: pera onde hiaõ houveraõ vista doutra, q~ pozeraõ nome dos Pescadores. Hindo assi nesta derrota viraõ huma Ilha, q~ se chama Haime, da parte do Sul, outra que se diz Apia, vay logo ver Seri: tornados ao Norte em hum grao, surgiraõ em outra que se chama Coroa. Daqui soraõ ter a outra debaixo da Linha, que se diz Meonsum, e dahi à de Bufu no mesmo paralello.

Galvão dice que los habitantes de esas islas eran papúes, describiéndolos como negros de cabellos revueltos, caníbales y grandes hechiceros. Menciona también una gran ave que no vuela y que corre como los venados. También menciona la existencia en esas islas de una hierba utilizada para desangrar. Luego de esos descubrimientos, los expedicionarios se acercaron a Nueva Guinea, descubriendo otras islas y acercándose a las Molucas, pero sin que sus habitantes les permitieran desembarcar, pues no tenían licencia del gobernador portugués, algo que le extrañó mucho a éste:

Destas Ilhas foraõ a outras, que se chamaõ os Guedes, està em hum grao da parte do Norte Lesteoeste com a ilha de Ternate em que está a Fortaleza Portugueza. Estes homens saõ bassos de cabello corredio como os Maluquezes, estaõ estas ilhetas cento e vinte e quatro, ou cento e vinte e cinco legoas da Ilha de Moro, e esta de Ternate quarenta até cincoenta, donde foraõ ter ao Moro, e Ilhas do Cravo, e andarão humas, e outras, sem os da terra lhe deixarem tomar porto, dizendo que se sossem á Fortaleza que achariaõ o Capitaõ Antonio Galvaõ que os receberia com boa vontade, que elles o naõ sariaõ sem sua licença por ser pay da patria, que assi lhe chamavaô: côusa digna de notar, porque os daquella terra saõ aseiçoados a Castelhanos, que põem por elles vidas, mulheres, filhos, e fazendas.

En ese relato Galvão nombró las islas descubiertas en portugués, llamándolas: 
- o Acea (El Acea): la ubicó a 2° Norte, a aproximadamente 500 leguas al oeste de las Molucas (se identifica actualmente con Kiritimati[11][12][13][14]);
- dos Pescadores (De los Pescadores): la ubicó en las cercanías de la anterior, pues dice que fue avistada desde ella;
- Haime, Apia, Seri: solo las ubicó al sur de la línea ecuatorial y a continuación (al oeste) de las anteriores;
- Coroa (Corona): la ubicó a 1° al norte de la línea ecuatorial;
- Meonsum, Bufu: las ubicó al sur de la línea ecuatorial y a la misma latitud.
- os Guedes (Los Guedes): grupo de islotes con habitantes similares a los moluqueses, que ubicó a 1° Norte, a 124-125 leguas de la isla del Moro, que se halla a 45 leguas de Ternate.

## Herrera y otras fuentes
Herrera dice que luego de cumplir su misión en el Perú, Grijalva partió en abril de 1537 del puerto de Pageta (Paita), pero luego comunicó a las tripulaciones que se dirigiría a explorar el océano Pacífico hacia el sudoeste, lo cual hizo que Alvarado lo abandonara con la Trinidad, retornando a Nueva España y que la tripulación de la Santiago se opusiera al no estar preparados para tal viaje, sin lograr cambiar la decisión de Grijalva. Al alcanzar los 13° Sur se dirigieron al norte hasta los 24° Norte, sin hallar tierra alguna, por lo que retornaron a la línea ecuatorial y continuaron hacia el oeste escasos de agua y víveres, sin lograr encontrar tierra. Luego trataron de retornar a Nueva España, pero los vientos del este y del noreste se lo impidieron, por lo que retornaron a la línea ecuatorial. La tripulación le exigió a Grijalva dirigirse a las islas Molucas, lo cual rehusó por no querer ingresar en territorio reconocido como perteneciente a Portugal, por lo que junto al piloto fue asesinado en un motín. Los amotinados se pusieron a las órdenes del maestre Esteban de Castilla. Herrera dice que, luego de 4 meses de navegación, la primera tierra que vieron los expedicionarios fue la de Papúa (Nueva Guinea), y que perdieron el barco, salvándose 7 hombres en un bote. Estos se dirigieron a una isla que denominaron Crespos, pero los nativos los apresaron. Algunos de ellos fueron llevados a las Molucas, en donde en 1539 fueron rescatados por los portugueses de Ternate.